# Hohes Holz

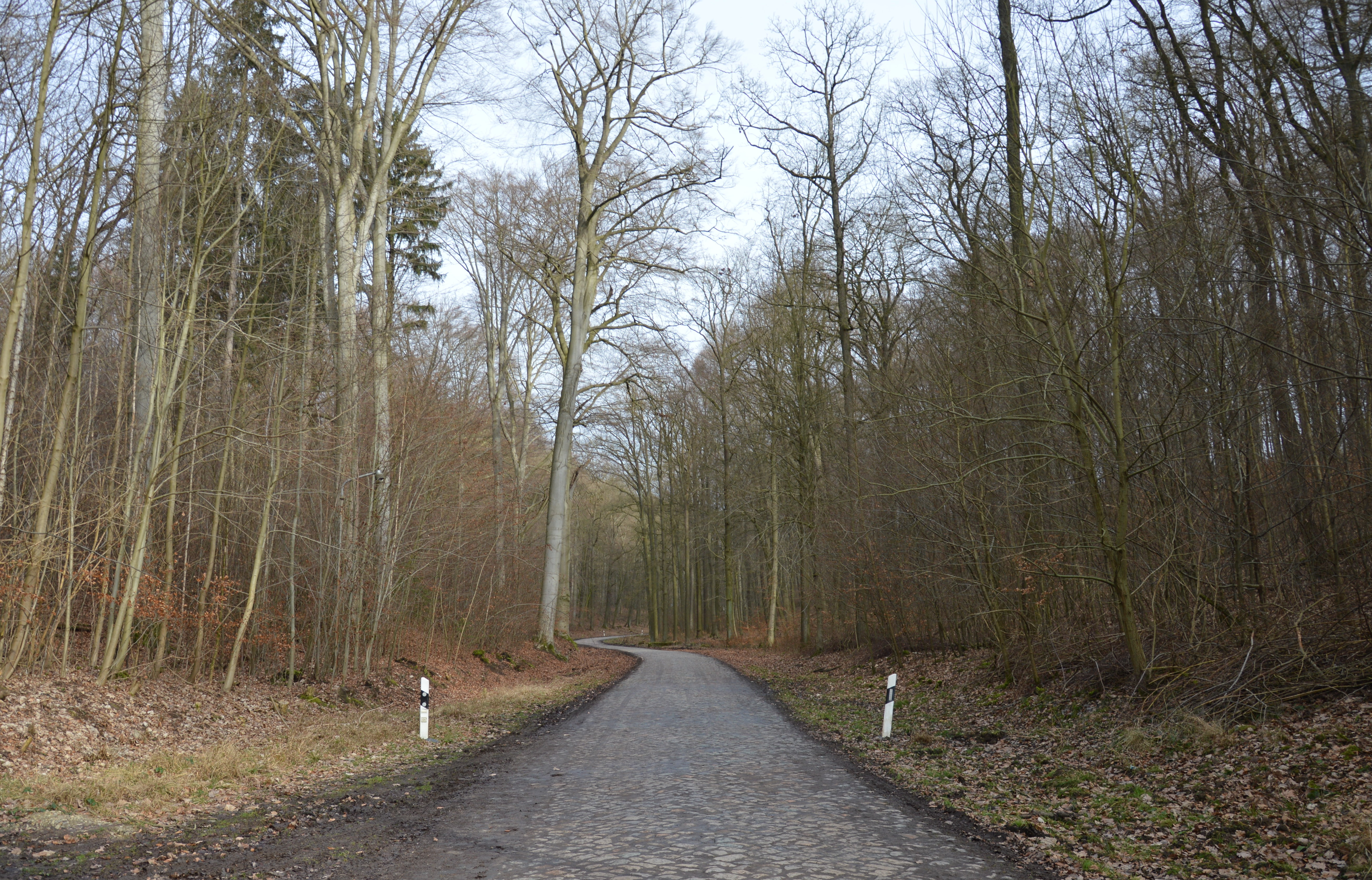
Straße durch das Hohe Holz

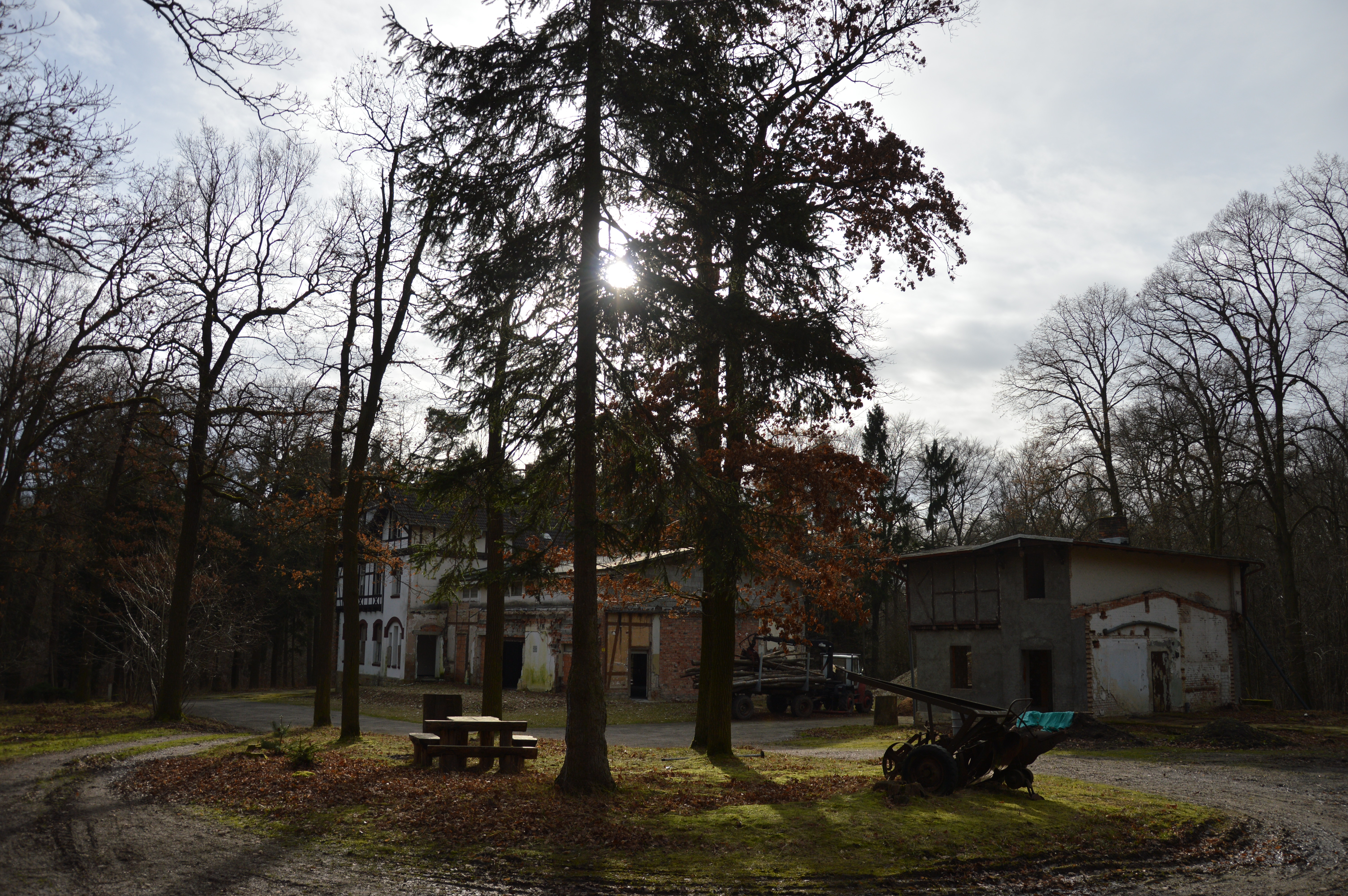
Blick vom Wald auf Hubertushöhe

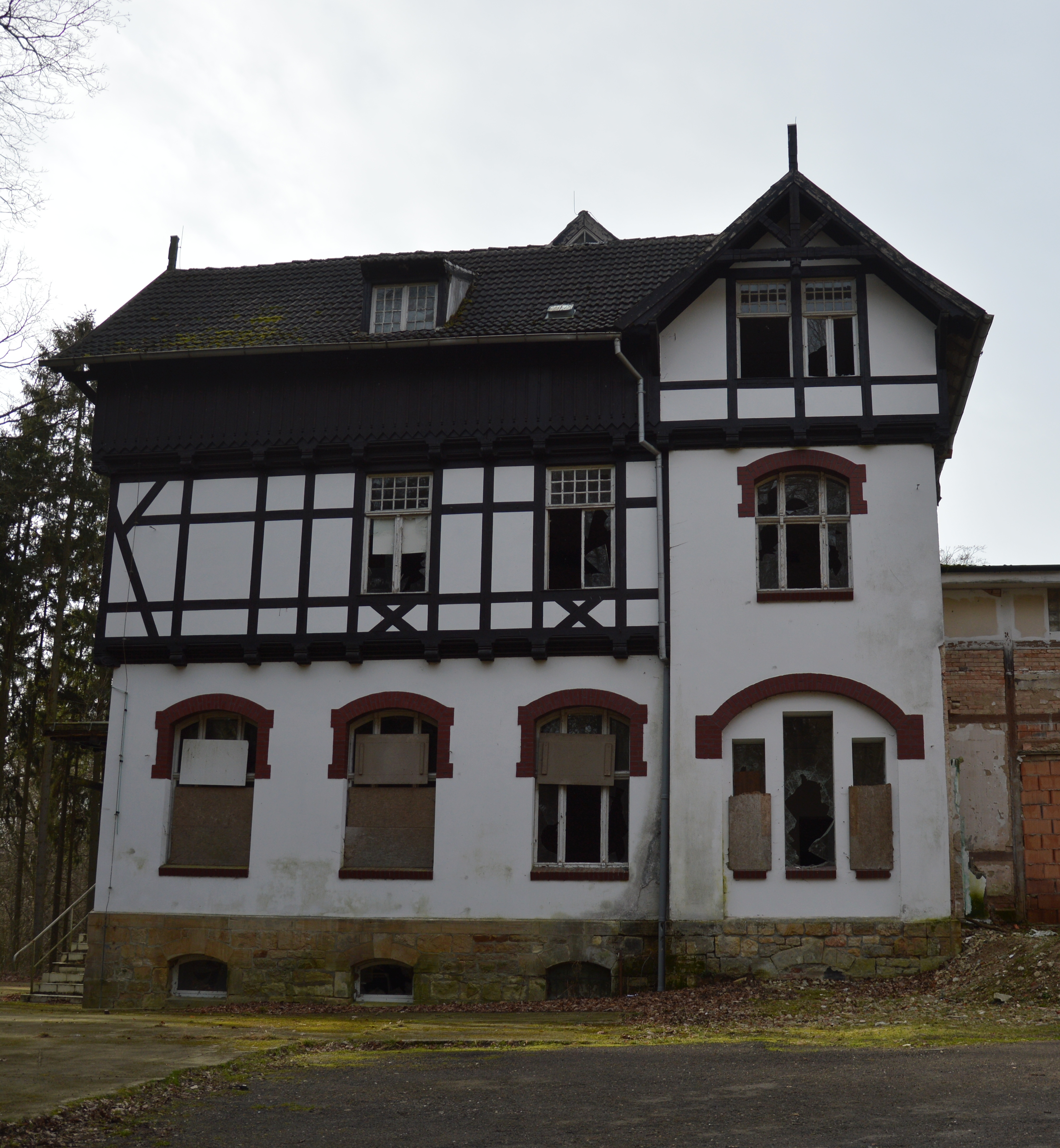
Ehemaliges Hotel Hubertushöhe

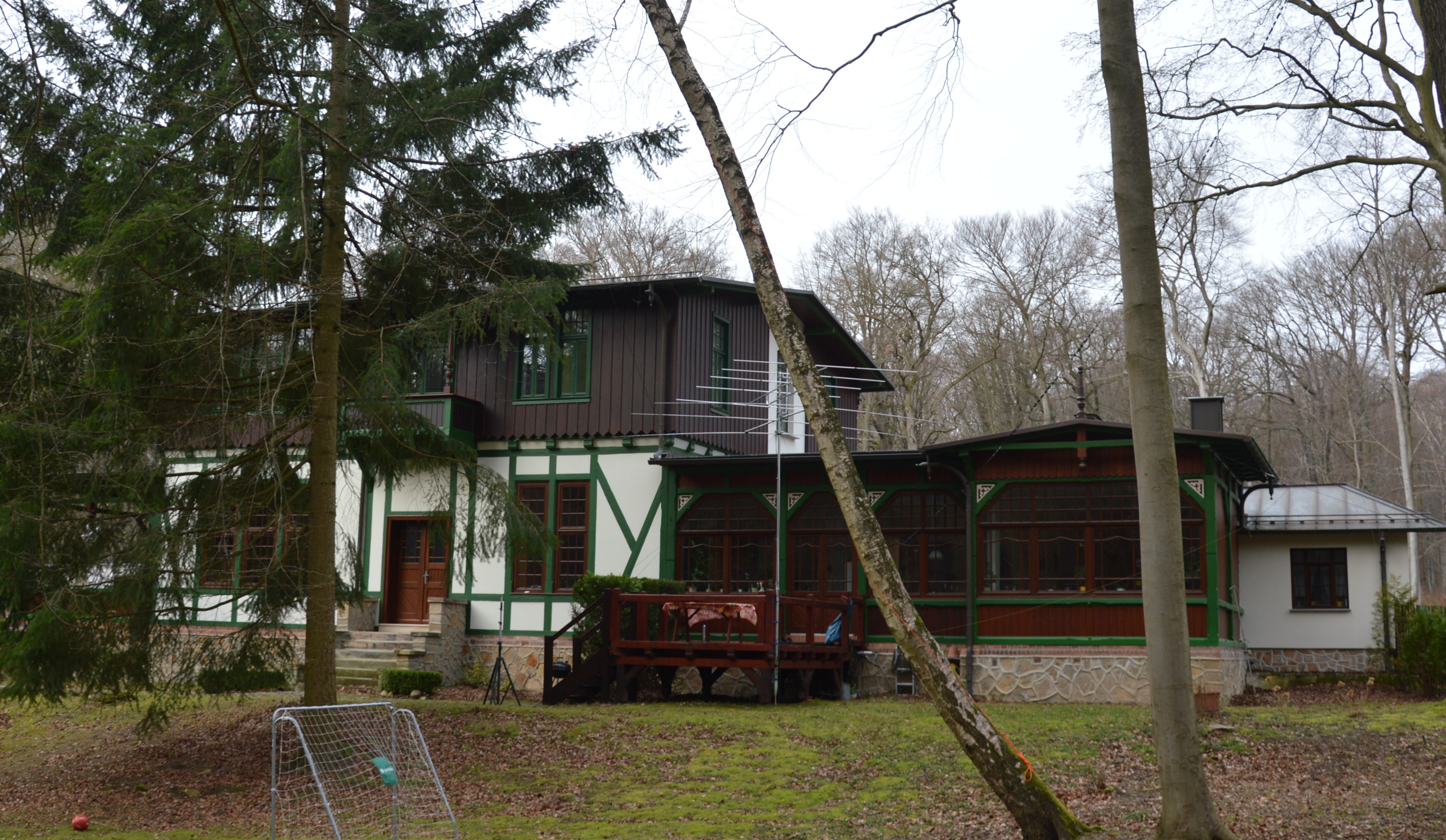
Ehemalige Gaststätte Waldfrieden

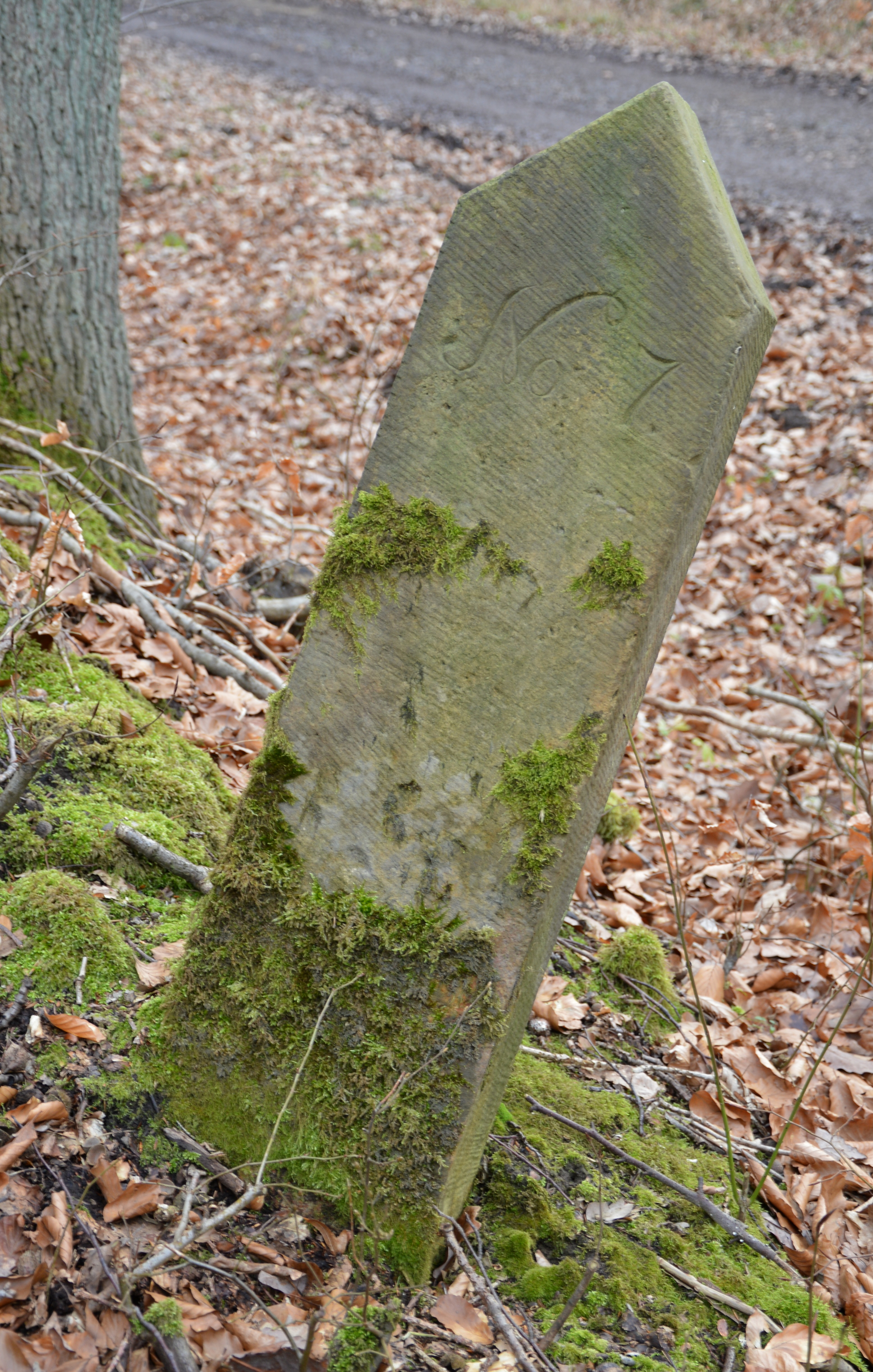
Historischer Stein beim Waldfrieden

Das Hohe Holz ist ein größeres Waldgebiet unmittelbar westlich der waldarmen, landwirtschaftlich intensiv bewirtschafteten Magdeburger Börde in Sachsen-Anhalt.

## Lage
Das Gebiet bildet den südlichen Teil eines Höhenzuges, der sich vom Lappwald im Nordwesten bis zum Bodeknie nahe Oschersleben erstreckt. Es stellt eine sich aus der Ebene der Börde erhebende Sandsteinscholle dar. An vielen Punkten haben sich Bäche in den Sandstein gegraben, so dass vieler Orts Mergel hervortritt. Begrenzt wird dieser Höhenzug im Nordosten von der oberen Aller. Drei Quellbäche der Aller entspringen am Nordhang des Hohen Holzes. Die Aller entwässert zur Weser hin. Das Hohe Holz ist die Wasserscheide zwischen Elbe und Weser. Nach Süden fällt das Gelände sanft zum Großen Bruch hin ab. Nordwestlich des Hohen Holzes liegt das kleine Waldgebiet Pröbstling, östlich das Saure Holz und die Erhebung Kniel.
Die höchste Erhebung im Hohen Holz ist der Edelberg mit 208,8 m ü. NHN. Weitere markante Erhebungen sind der am Westrand befindliche Kahle Berg und die im Südteil liegenden Höhen Königsberg und Beckerberg. Die wenige Kilometer südlich des Hohen Holz fließende Bode befindet sich auf etwa 80 m Höhe. Administrativ gehört das Gebiet des Hohen Holzes zur Gemeinde Ausleben, zum Ortsteil Eggenstedt der Stadt Wanzleben-Börde, der Stadt Oschersleben (Bode) und zum Ortsteil Wormsdorf der Gemeinde Eilsleben im Landkreis Börde.
Das als Landschaftsschutzgebiet ausgewiesene Hügelland ist etwa 15 km² groß. Im Inneren des vorwiegend buchenbestandenen Waldgebietes wurde ein etwa 150 ha großes Naturschutzgebiet Waldfrieden und Vogelherd im Hohen Holz eingerichtet.
Im nordöstlichen Teil des Hohen Holz befindet sich mit der Hubertuseiche der stärkste Baum des Waldgebiets. Ein weiterer markanter Baum ist die Königsbuche im Süden des Waldes. Etwas westlich von Hubertushöhe liegt das markante Waldstück Piepsack.
Im Westteil des Waldes liegt der aufgegebene Steinbruch Hölle. Nördlich des Steinbruchs befindet sich der sogenannte Hunnengraben. Er soll seinen Namen nach einem in der Gegend zwischen Eggenstedt und Schöningen im 10. Jahrhundert lagernden ungarischen Heer haben. Etwas östlich des Steinbruchs liegen drei Hügelgräber. Weitere Hügelgräber befinden sich im nordöstlichen Teil des Hohen Holz vor Eggenstedt.
Im südöstlichen Teil des Hohen Holz befindet sich das Birkenwäldchen. Durch diesen Teil fließt der Goldbach, darüber hinaus entspringt hier die Birkenquelle. In der Nähe steht der Sozialistenstein, der an einen Treffpunkt der deutschen Arbeiterbewegung erinnert.
Im Hohen Holz befinden sich die Kulturdenkmale Hotel Hubertushöhe und Gaststätte Waldfrieden. Das Hohe Holz ist auch als Naherholungsgebiet und „grüne Lunge“ in der Region etwa 30 km westlich von Magdeburg von großer Bedeutung. Zuständiges Forstamt ist das Einheitsforstamt Altbrandsleben mit Sitz in Neindorf.

## Flora und Fauna
Zum artenreichen Pflanzenbestand im Hohen Holz zählen Anemonen, Leberblümchen, Waldmeister, Schlüsselblumen, Maiglöckchen, Gefranster Enzian, Diptam, Fingerhut, Hyazinthen, Weidenröschen, Jakobskreuzkraut sowie einige Orchideenarten (Purpur-Knabenkraut, Geflecktes Knabenkraut, Vogel-Nestwurz und die Zweiblättrige Waldhyazinthe). Weiterhin finden sich Türkenbund, Hexenkraut, Waldziest und Waldbingelkraut. An feuchten Stellen wachsen Farne. Als natürliches Buschwerk finden sich Brombeeren und Himbeeren.
Der Baumbestand besteht vor allem aus Eichen und Buchen, darüber hinaus Gemeine Esche, Ahorne, Linden, Hainbuche und Vogelkirsche.
Die Fauna des Gebietes umfasst unter anderem Mäusebussarde, Rotmilane, Habichte, Sperber, Graureiher, Waldkauze und Eichhörnchen sowie Reh-, Schwarz-, Dam- und Muffelwild. Außerdem leben dort Dachse, Füchse, Wiesel, Marder.

## Geschichte
In der Vergangenheit umfasste das Hohe Holz größere Flächen. Randgebiete wurden jedoch für Siedlungen und Landwirtschaft genutzt, das Holz für Bauzwecke verwendet. Bei kriegerischen Auseinandersetzungen floh die örtliche Bevölkerung in den dichten Wald und suchte hier Schutz. Die im westlichen Teil des Hohen Holzes noch bestehende Flurbezeichnung Hölle und Höllentor, geht auf Hele mit der Bedeutung verbergen zurück und verweist auf diese Geschichte des Gebiets. Durch den Wald verlief die Grenze der Bistümer Halberstadt und Magdeburg. Entlang der historischen Grenze verläuft noch heute ein Grenzweg. Um 1900 wurde das Hotel Hubertushöhe und die Gaststätte Waldfrieden errichtet. Bis 1943 gab es im Hohen Holz eine Graureiherkolonie. Erst 1978 brüteten hier wieder zwei Graureiherpaare. Hieraus entstand im Laufe der Jahre wieder eine große Kolonie mit fast einhundert Brutpaaren, die ihre Nahrung im benachbarten Großen Bruch finden.
Ab 1967 wurde mit dem Aufbau eines Naturlehrpfades begonnen. Neben dem Naturlehrpfad mit ungefähr 25 Schautafeln wurden mehrere ausgeschilderte Rad- und Wanderwege angelegt bzw. ausgebaut.